# Kykula (Jablunkovské medzihorí)
Kykula (polsky Kikula) (844,9 m n. m.) je nejvyšší vrchol slovenské části Jablunkovského mezihoří. Nachází se nedaleko obce Skalité. Pohoří zasahuje na území Česka i Polska a právě u severních sousedů leží Ochodzita (895 m n. m.), nejvyšší hora celého Jablunkovského mezihoří (Miedzygórze Jabłonkowsko-Koniakowskie). 

## Poloha
Nachází se ve východní části Jablunkovského mezihoří, na Slovensko - polské hranici. Vrch leží v severní části horského hřbetu, který se táhne od Skalitého východním směrem, sevřený údolími Rieky a Čierňanky. V rámci Slovenska patří do Žilinského kraje a okresu Čadca, přičemž jižní, slovenská část patří do katastrálního území obce Skalité  Východně se nachází sedlo Príslop (714 m n. m.) , severně sousedí stejně vysoký vrch Trojaki a jihozápadním směrem 807 m n. m. vysoká Poľana. Oblast odvodňují přítoky řek Kysuca a Sola.

## Popis
Vrch je součástí horského hřbetu, který se táhne v jihozápadní-severovýchodním směru a na který se v hraničním pásmu připojuje hřeben směřující na severozápad. Vrch je v jižní části značně odlesněn, čímž se naskýtají zajímavé výhledy zejména na sousední Beskydy.

### Výhledy
Díky nadmořské výšce a odlesnění nabízí vrcholová část daleké výhledy. Z vhodných lokalit je mimo okolních vrchů dobře pozorovatelných několik příhraničních vrchů Kysuckých Beskyd, možné je pozorovat masiv Pilsko či Martinské hole, ale při vhodných podmínkách i Lysou horu nebo Vysoké Tatry.

## Přístup
Vrch je přístupný odbočkou z červeně značené trasy (trasa vrchol traverzuje), vedoucí z obce Skalité do sedla Príslop (714 m n. m.) 